# Big 12 Men’s Tennis Championships 2009

Logo der Big 12 Conference

Die Big 12 Tennis Championships der Herren wurden 2009 zum dreizehnten Mal ausgetragen. Gespielt wurde vom 24. bis zum 26. April des Jahres. Sieger wurde die Baylor University, die den Titel zum siebten Mal gewinnen konnte.
Gastgeber war zum dritten Mal seit der Gründung der Big 12 Conference die University of Oklahoma. Schauplatz war das Headington Family Tennis Center in Norman, Oklahoma.

## Teilnehmende Mannschaften
An dem Turnier nahmen sieben Universitäten, die zum damaligen Zeitpunkt der Big 12 Conference angehörten, teil. Es war dieselbe Teilnehmerliste wie die der Regular Season.
| Setzliste | Universität               | Teamname               | ITA 1 | Stadt           | Bundesstaat |
| --------- | ------------------------- | ---------------------- | ----- | --------------- | ----------- |
| #1        | Baylor University         | Baylor Bears           | 7     | Waco            | Texas       |
| #2        | Texas A&M University      | Texas A&M Aggies       | 11    | College Station | Texas       |
| #3        | University of Texas       | Texas Longhorns        | 15    | Austin          | Texas       |
| #4        | Oklahoma State University | Oklahoma State Cowboys | 21    | Stillwater      | Oklahoma    |
| #5        | Texas Tech University     | Red Raiders            | 34    | Lubbock         | Texas       |
| #6        | University of Oklahoma    | Oklahoma Sooners       | 44    | Norman          | Oklahoma    |
| #7        | University of Nebraska    | Nebraska Cornhuskers   | 62    | Lincoln         | Nebraska    |

## Turnierverlauf
Die topgesetzte Baylor University erhielt in der ersten Runde ein Freilos.
Die drei Viertelfinalpartien wurden am 24. April ausgetragen. Hierbei setzten sich jeweils die in der Setzliste höher rangierten Mannschaften durch. Am Tag darauf folgten die beiden Halbfinals. Die topgesetzte Baylor University und die University of Texas konnten diese für sich entscheiden und zogen – wie schon im Vorjahr – in das Finale ein. In diesem siegte die Baylor University mit 4:3.
Jordan Rux von Baylor wurde nach dem Ende des Turniers als bester Spieler ausgezeichnet.

### Turnierplan
|  | Viertelfinale | Viertelfinale  | Viertelfinale |                |           | Halbfinale | Halbfinale | Halbfinale |  |  | Finale | Finale | Finale |
|  |               |                |               |                |           |            |            |            |  |  |        |        |        |
|  |               |                |               |                |           |            |            |            |  |  |        |        |        |
|  |               |                |               |                |           |            |            |            |  |  |        |        |        |
|  | 1             | Baylor         | 4             |                |           |            |            |            |  |  |        |        |        |
|  | 1             | Baylor         | 4             |                |           |            |            |            |  |  |        |        |        |
|  |               |                | 4             | Oklahoma State | 1         |            |            |            |  |  |        |        |        |
|  | 4             | Oklahoma State | 4             | Oklahoma State | 1         | 4          |            |            |  |  |        |        |        |
|  | 4             | Oklahoma State |               |                |           | 4          |            |            |  |  |        |        |        |
|  | 5             | Texas Tech     | 3             |                |           |            |            |            |  |  |        |        |        |
|  |               |                |               |                |           | 1          | Baylor     | 4          |  |  |        |        |        |
|  |               | 3              | Texas         | 3              |           |            |            |            |  |  |        |        |        |
|  | 2             | Texas A&M      | 4             |                |           |            |            |            |  |  |        |        |        |
|  | 7             | Nebraska       | 1             |                |           |            |            |            |  |  |        |        |        |
|  | 7             | Nebraska       | 1             | 2              | Texas A&M | 2          |            |            |  |  |        |        |        |
|  |               |                |               | 2              | Texas A&M | 2          |            |            |  |  |        |        |        |
|  |               |                | 3             | Texas          | 4         |            |            |            |  |  |        |        |        |
|  | 3             | Texas          | 3             | Texas          | 4         | 4          |            |            |  |  |        |        |        |
|  | 3             | Texas          |               |                |           |            |            |            |  |  |        |        |        |
|  | 6             | Oklahoma       | 0             |                |           |            |            |            |  |  |        |        |        |

## Finale
| Nummer                                                                                | Baylor (7)                    | 4:3           | Texas (15)                             |
| ------------------------------------------------------------------------------------- | ----------------------------- | ------------- | -------------------------------------- |
| Datum: 26. April 2009, Ort: Norman, Oklahoma, Anlage: Headington Family Tennis Center |                               |               |                                        |
| Doppel                                                                                |                               |               |                                        |
| Nr. 1                                                                                 | David Galic / Jordan Rux (21) | 8:6           | Edward Corrie / Kellen Damico (25)     |
| Nr. 2                                                                                 | Dénes Lukács / Maros Horny    | 8:3           | Dimitar Kutrowski / Joshua Zavala (43) |
| Nr. 3                                                                                 | Dominik Müller / Julian Bley  | 6:8           | Olivier Sajous / Miguel Reyes Varela   |
| Einzel                                                                                |                               |               |                                        |
| Nr. 1                                                                                 | Dénes Lukács (4)              | 4:6, 6:71     | Dimitar Kutrowski (23)                 |
| Nr. 2                                                                                 | Jordan Rux (43)               | 5:7, 6:4, 6:4 | Edward Corrie                          |
| Nr. 3                                                                                 | Dominik Müller                | 2:6, 1:6      | Kellen Damico (104)                    |
| Nr. 4                                                                                 | Julian Bley                   | 6:4, 6:3      | Olivier Sajous                         |
| Nr. 5                                                                                 | Attila Bucko (117)            | 7:64, 6:1     | Joshua Zavala                          |
| Nr. 6                                                                                 | Maros Horny                   | 4:6, 6:3, 4:6 | Jonah Kane-West                        |